# NK Kapelna
NK Kapelna je nogometni klub iz Kapelne u općini Viljevo, a nedaleko Donjeg Miholjca u Osječko-baranjskoj županiji.
NK Kapelna je član Nogometnog središta D. Miholjac te Županijskog nogometnog saveza Osječko-baranjske županije. Klub je osnovan 2003.
Trenutačno se natječe samo ekipa seniora u sklopu 2. ŽNL Osječko-baranjske Liga D. Miholjac. 

## Vanjske poveznice
- Općina Viljevo, službene internet stranice